# Liste der Naturdenkmäler in Wien/Leopoldstadt
Die Liste der Naturdenkmäler in Wien/Leopoldstadt listet alle als Naturdenkmal ausgewiesenen Objekte im 2. Wiener Gemeindebezirk Leopoldstadt auf. Bei den 18 Naturdenkmälern handelt es sich laut Definition der Stadt Wien um 13 Einzel-Naturdenkmäler, zwei Gruppen-Naturdenkmäler und drei Flächige Naturdenkmäler.

## Naturdenkmäler
| Foto |                 | Name                                                          | ID  | Standort                                                                             | Beschreibung | Fläche | Datum      |
| ---- | --------------- | ------------------------------------------------------------- | --- | ------------------------------------------------------------------------------------ | --- | ------ | ---------- |
| 1    | Datei hochladen | 2 Eiben (Taxus baccata)                                       | 40  | Wien, Obere Augartenstraße 26–28 KG: Leopoldstadt GrStNr: 478 Standort               | Die bereits 1937 unter Schutz gestellten Europäischen Eiben (Taxus baccata) wiesen zum Unterschutzstellungszeitpunkt einen Stammumfang von je 80 cm und eine Höhe von rund 13 m auf. Sie wurden auf Grund ihrer Seltenheit und ihres schönen Wuchses zum Naturdenkmal erklärt.                   |        | 06.07.1937 |
| 1    | Datei hochladen | Schwarzpappel (Populus nigra)                                 | 96  | Wien, Hafenzufahrtsstraße 50 Standort                                                | Die Schwarzpappel wurde insbesondere wegen ihrer schönen Kronenbildung unter Schutz gestellt. |        | 03.11.1938 |
| 1    | Datei hochladen | 1 Schwarzpappel (Populus nigra)                               | 159 | Wien, Handelskai 268 Standort                                                        | |        | 04.09.1941 |
| 1    | Datei hochladen | Esche (Fraxinus excelsior)                                    | 430 | Wien, Prater-Stemmerallee, KGA Heustadelwasser Standort                              | Die Esche hat einen Brusthöhenumfang von 3 m, die Höhe und der Kronendurchmesser betragen je etwa 17 m. Außerdem ist sie durch ihre ausgeprägte Kronenbildung bwedeutend. |        | 07.06.1955 |
| 1    | Datei hochladen | Silberpappel (Populus alba), Schwarzpappel (Populus nigra)    | 525 | Wien, Engerthstraße 148 KG: Leopoldstadt GrStNr: 2625/9 Standort                     | Ursprünglich wurden in der Grünfläche Ecke Innstraße / Engerthstraße vier Pappeln aufgrund des besonderen Gepräges für das Landschaftsbild unter Schutz gestellt. Vom Naturdenkmal sind noch eine Silberpappel (Populus alba) und eine Schwarzpappel (Populus nigra) erhalten.                   |        | 28.07.1970 |
| 1    | Datei hochladen | Platanenallee (Platanus sp.)                                  | 539 | Wien, Innstraße KG: Leopoldstadt GrStNr: 4186/4 Standort                             | Die Platanenallee wurde auf Grund ihrer Eigenart unter Schutz gestellt. Sie erstreckt sich zwischen der Pasettistraße und dem Handelskai, liegt aber überwiegend im angrenzenden Bezirk Brigittenau.                                                                                             |        | 27.08.1971 |
| 1    | Datei hochladen | Mauthner-Krebsenwasser                                        | 646 | Wien, Prater Standort                                                                | |        | 04.11.1976 |
| 1    | Datei hochladen | Roßkastanienreihe (Aesculus hippocastanum)                    | 674 | Wien, Obere Augartenstraße KG: Leopoldstadt GrStNr: 561/1; 568/1; 581; 582 Standort  | Die Kastanienallee an der Oberen Augartenstraße wurde bereits 1775 erstmals erwähnt, die heutigen Bäume sind bis zu hundert Jahre alt. |        | 15.05.1979 |
| 1    | Datei hochladen | Stieleiche (Quercus robur)                                    | 714 | Wien, Messegelände, bei Halle 18 Standort                                            | Der Baum ist robust und von besonderer Mächtigkeit. |        | 31.08.1984 |
| 1    | Datei hochladen | 11 Stieleichen (Quercus robur), 2 Zerreichen (Quercus cerris) | 743 | Wien, Waldsteingartenstraße nächst „Schweizerhaus“ Standort                          | Die Baumgruppe besteht aus 17 Eichen mit einem Alter von 150 bis 200 Jahren. |        | 18.01.1990 |
| 1    | Datei hochladen | Platane (Platanus x hybrida)                                  | 781 | Wien, Venediger-Au-Park KG: Leopoldstadt GrStNr: 1488/21 Standort                    | Die Ahornblättrige Platane (Platanus x hybrida) wurde auf Grund ihrer Rolle für das Landschaftsbild unter Schutz gestellt. |        | 22.09.2003 |
| 1    | Datei hochladen | Schwarzpappel (Populus nigra)                                 | 790 | Wien, Prater Standort                                                                | Die Schwarzpappel hat einen Stammumfang von 5,7 m, der Kronendurchmesser beträgt ca. 36 m und die Höhe ungefähr 40 m. Das Alter wird auf mind. 100 Jahre geschätzt. |        | 22.11.2004 |
| 1    | Datei hochladen | Eibengruppe bestehend aus 9 Bäumen (Taxus baccata)            | 806 | Wien, Prater KG: Leopoldstadt GrStNr: 1322/2 Standort                                | Die Gruppe aus neun Europäischen Eiben stellt durch ihre geschlossene Formation eine Seltenheit in Wien dar. |        | 08.11.2007 |
| 1    | Datei hochladen | Ginkgo (Ginkgo biloba)                                        | 807 | Wien, Vivariumstraße 17 KG: Leopoldstadt GrStNr: 1322/3 Standort                     | Bei dem Ginko Ginkgo (Ginkgo biloba) im Grünen Prater handelt es sich um einen Altbaum mit sehr guter Vitalität. |        | 08.11.2007 |
| 1    | Datei hochladen | Traubeneiche (Quercus petraea)                                | 818 | Wien, Prater – Belvedereallee KG: Leopoldstadt GrStNr: 353 Standort                  | Der Baum hat einen Stammumfang von 4,50 m (gemessen in 1 m Höhe ab Boden), einen Kronendurchmesser von ca. 29 m und eine Höhe von ungefähr 30 m. Der mächtige Altbaum dominiert diesen Teil der Belvedereallee. Die ausladenden Äste hängen weit über den Weg in den angrenzenden Wiesenbereich. |        | 08.02.2009 |
| 1    | Datei hochladen | Gewöhnliche Platane (Platanus x hispanica)                    | 821 | Wien, Schwarzingergasse 4/Kleine Pfarrgasse 10 KG: Leopoldstadt GrStNr: 353 Standort | Die Ahornblättrige Platane (Platanus x hispanica) wies zum Unterschutzstellungszeitpunkt in einem Meter Höhe einen Stammumfang von 3,35 Meter, einen Kronendurchmesser von etwa 18 Meter und eine Höhe von ungefähr 32 Meter auf.                                                                |        | 16.08.2010 |
| 1    | Datei hochladen | Stieleiche (Quercus robur)                                    | 840 | Wien, Prater KGV Wasserwiese KG: Leopoldstadt GrStNr: 1855/1 Standort                | Die Stieleiche hat eine landschaftsprägende Wirkung in ihrer Randlage zwischen Kleingärten und Autobahn. |        | 19.12.2011 |
| 1    | Datei hochladen | Stieleiche (Quercus robur)                                    | 846 | Wien, Prater KGV Sulzwiese KG: Leopoldstadt GrStNr: 1863/1 Standort                  | Der Baum hat einen Stammumfang von 428 cm und einen enormen Kronendurchmesser von ca. 45 m. |        | 09.07.2019 |
| 0 BW | Datei hochladen | 4 Platanen (Platanus)                                         | 853 | Wien, Meiereistraße 3 KG: Leopoldstadt GrStNr: 2219/32 Standort                      | Die Platanen konnten sich auf dem Gelände der Bildhauerateliers gut entwickeln und sind auch von der Meiereistraße aus sichtbar. |        | 07.01.2021 |
| 1    | Datei hochladen | Dreizackige Jungfernrebe (Parthenocissus tricuspidata)        | 857 | Wien, Kurzbauergasse 9 KG: Leopoldstadt GrStNr: 1303/8 Standort                      | Die an der Wand wachsende Dreizackige Jungfernrebe ist ebenso alt wie das 1913 fertiggestellte Gebäude der Akademie der Bildenden Künste |        | 10.08.2022 |

## Ehemalige Naturdenkmäler
| Foto |                 | Name                          | ID  | Standort                             | Beschreibung | Fläche | Datum      |
| ---- | --------------- | ----------------------------- | --- | ------------------------------------ | --- | ------ | ---------- |
| 1    | Datei hochladen | Schwarzpappel (Populus nigra) | 266 | Wien, Freudenauer Wasser Standort    | Die ursprünglich zwei Schwarzpappeln wurden mit Erreichen der Altersgrenze gefällt.                                                                         |        | 04.09.1941 |
| 1    | Datei hochladen | Schwarzpappel (Populus nigra) | 555 | Wien, Sturgasse/Wehlistraße Standort | Die Pappel wurde wegen ihres prägenden Charakters für die donaunahe Stadtlandschaft unter Schutz gestellt und ist seit mindestens 2011 nicht mehr existent. |        | 13.02.1973 |

| Foto:                    | Fotografie des Naturdenkmals. Klicken des Fotos erzeugt eine vergrößerte Ansicht. Daneben finden sich zwei Symbole: \| Weitere Bilder vorhanden \| Das Symbol bedeutet, dass weitere Fotos des Objekts verfügbar sind. Durch Klicken des Symbols werden sie angezeigt. \| \| Eigenes Foto hochladen \| Durch Klicken des Symbols können weitere Fotos des Objekts in das Medienarchiv Wikimedia Commons hochgeladen werden. \| |
| Name:                    | Bezeichnung des Naturdenkmals laut offiziellen Quellen |
| ID                       | Identifikator |
| Standort:                | Es ist die Gemeinde und falls vorhanden die Adresse angegeben. Darunter sind die Katastralgemeinde (KG) und die Grundstücksnummer angeführt. Durch Aufruf des Links Standort wird die Lage des Denkmals in verschiedenen Kartenprojekten angezeigt. |
| Beschreibung             | Kurze Beschreibung des Naturdenkmals |
| Fläche                   | Fläche des Naturdenkmals in Hektar (ha) |
| Datum                    | Datum oder Jahr der Unterschutzstellung |
| Weitere Bilder vorhanden | Das Symbol bedeutet, dass weitere Fotos des Objekts verfügbar sind. Durch Klicken des Symbols werden sie angezeigt. |
| Eigenes Foto hochladen   | Durch Klicken des Symbols können weitere Fotos des Objekts in das Medienarchiv Wikimedia Commons hochgeladen werden. |